# Silene velutinoides
Silene velutinoides är en nejlikväxtart som beskrevs av Auguste Nicolas Pomel. Silene velutinoides ingår i släktet glimmar, och familjen nejlikväxter. Inga underarter finns listade i Catalogue of Life.